# İZBAN

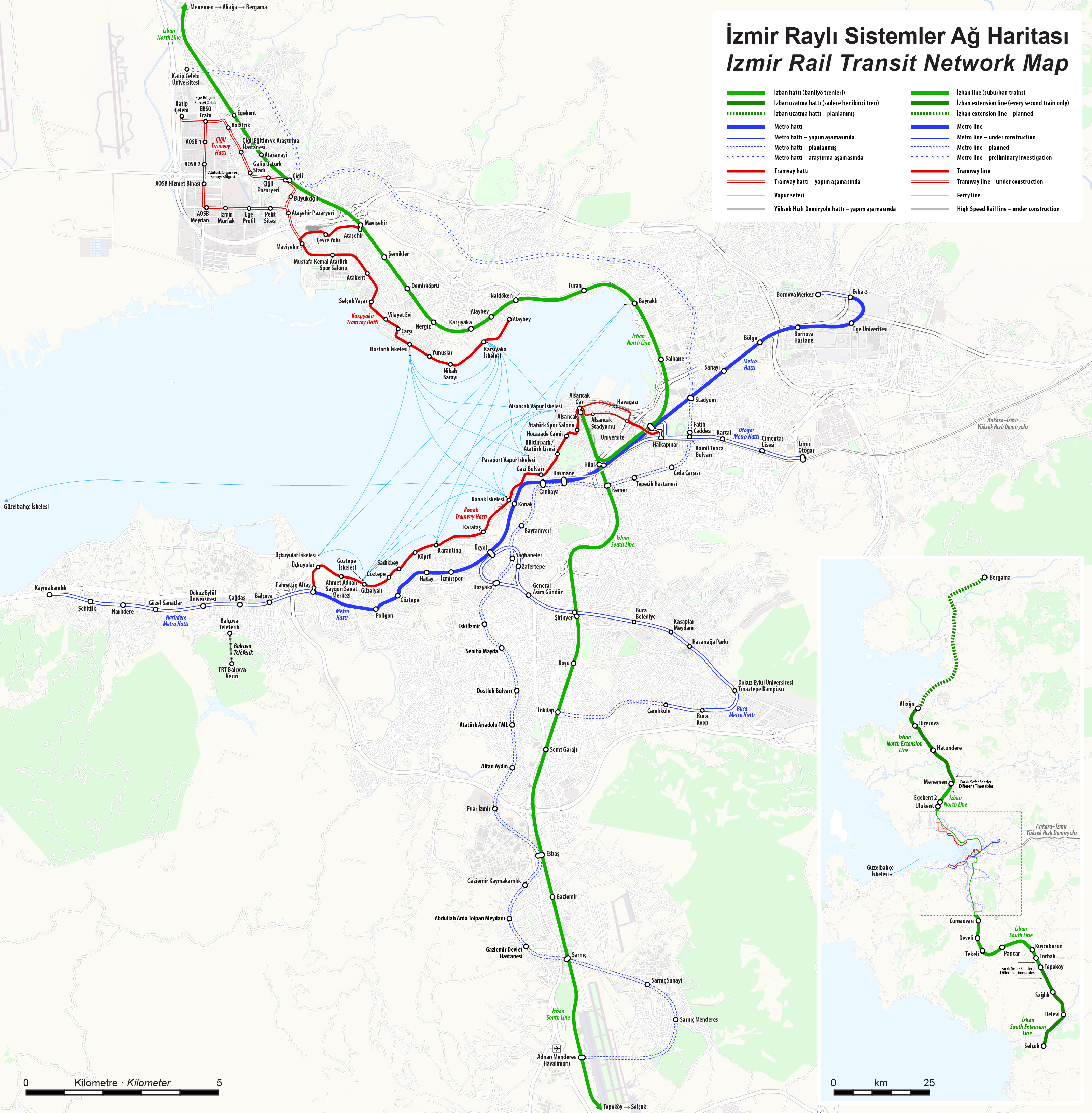
Схема Ізмірської транспортної мережі: лінії IZBAN помаранчевим і червоним, лінія U-bahn - синім

İZBAN або  Egeray — S-bahn Ізміра та його передмість. Усереднений щоденний пасажиропотік - 185000 пасажирів. Найбільший серед приміських залізничних мереж Туреччини Назва İZBAN походить від абревіатури "İzmir" та "Banliyö" (передмістя за турецькою). Назва Egeray походить від слів Ege Denizi - Егейське море та ray - залізниця, тобто Егейська залізниця (порівняйте з Мармарай)
Контракт на будівництво підписано в 2007 році, введено до експлуатації в 2010 році, İZBAN було створено з метою реорганізації колишньої приміської залізничної мережі Ізміра. Станом на 2024 рік İZBAN має мережу завдовжки 136 км (85 миль) із 41 станцією.

## Вартість проїзду
İZBAN має загальносистемний тариф 2,40 TL для дорослих і 1,35 TL для студентів і людей похилого людей, що використовують Kentkart RFID smartcard. Пасажири також мають 90 хвилин необмеженого безкоштовного трансферу між İZBAN і будь-якою мережею ESHOT автобусів, метро або поромів.

## Маршрути
На 2025 рік İZBAN має чотири маршрути; Аліага — Джумаоваси, що обслуговує центральні райони міста та Аліага, Менемен - Тепекьой, що обслуговує центральні райони міста, Мендерес та південне місто Торбали. 
Ще одна лінія Тепекьой — Сельчук, що сполучає місто Торбали з містом Сельчук. 
Лінія Чийлі — Галкапинар працює лише в години пік у вихідні, щоб зменшити завантаження на лінії Аліага — Джумаоваси, та Менемен - Тепекьой. 
Крім лінії Тепекьой — Сельчук, усі лінії прямують через центральні райони, забезпечуючи курсування 5-8 поїздів на годину в центральному районі.
| Маршрут             | Відстань | Поїздів за годину  | Обслуговуються райони                                                         |
| ------------------- | -------- | ------------------ | ----------------------------------------------------------------------------- |
| Аліага — Джумаоваси | 78 км    | 3                  | Аліага, Менемен, Чийлі, Каршияка, Байракли, Конак, Буджа, Газіемір, Мендерес  |
| Менемен - Тепекьой  | 84 км    | 3                  | Менемен, Чийлі, Каршияка, Байракли, Конак, Буджа, Газиемір, Мендерес, Торбали |
| Тепекьой — Сельчук  | 26 км    | 1                  | Торбали, Сельчук                                                              |
| Чийлі — Галкапинар  | 26 км    | Тільки в будні дні | Чийлі, Каршияка, Байракли                                                     |

## Пасажирообіг
İZBAN є однією з найзавантаженіших приміських залізниць у Туреччині, досягнувши 1 000 000 000 пасажирів у 2024 році. 

İZBAN перевіз 88 650 000 пасажирів у 2023 році, що означає, що середня щоденна кількість пасажирів становить близько 250 000 осіб. 

Це більш ніж удвічі більше, ніж середня щоденна кількість пасажирів у 2013 році, яка становила близько 100 000 осіб.

## Технічна характеристика
Лінію обслуговують потяги типу E22000, E22007 і E22018 іспанського виробника залізничного транспорту CAF.. Живлення подається через повітряну лінію, і далі через струмоприймач поїздів. Робоча напруга змінного струму 25 кВ.
Ширина колії — 1435 мм.
| Модель | Фото | Кіл-сть     | Побудований | Тип | Потужність | Виробник      |
| ------ | ---- | ----------- | ----------- | --- | ---------- | ------------- |
| E22000 |      | 22001–22033 | 2010–2011   | EMU |            | CAF           |
| E22100 |      | 22101–22140 | 2012–2015   | EMU |            | Hyundai Rotem |

## Галерея

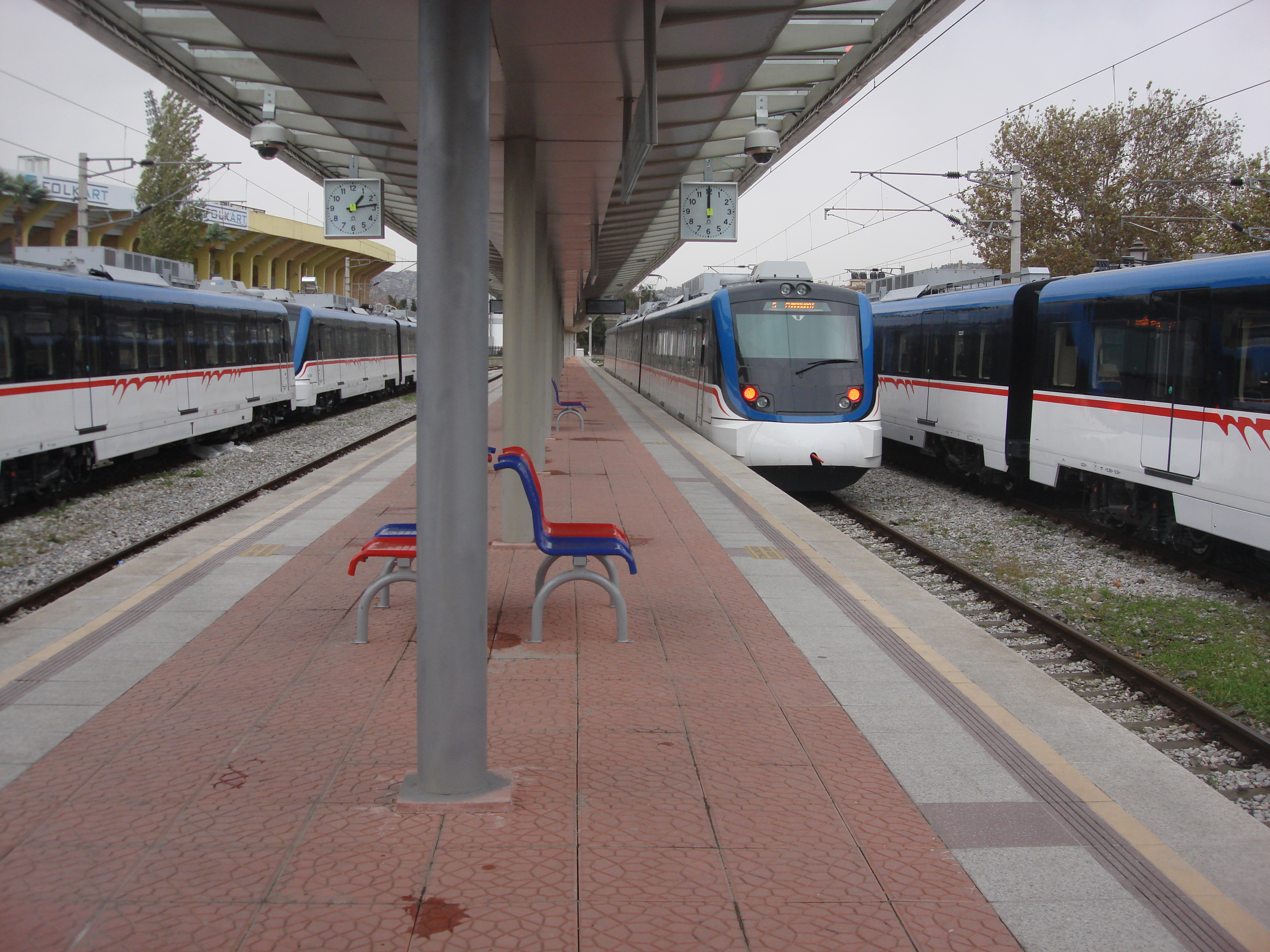
Потяги IZBAN на станції Алсанджак, 2010.
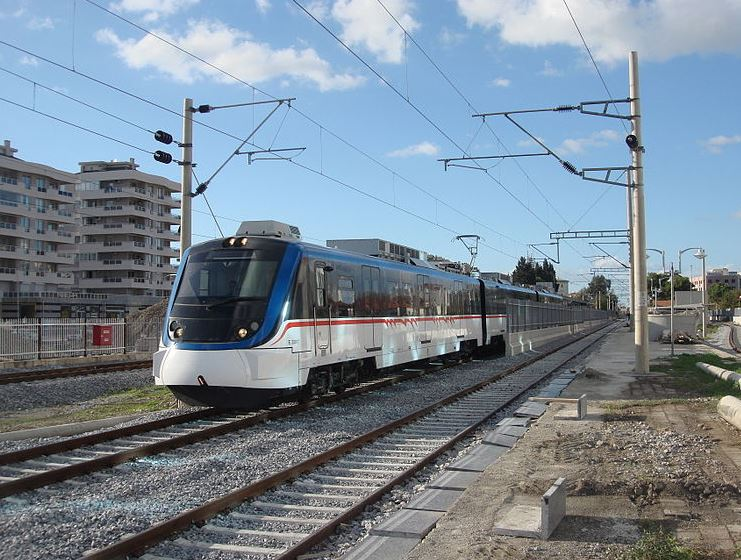
Потяг покидає станцію Чийлі
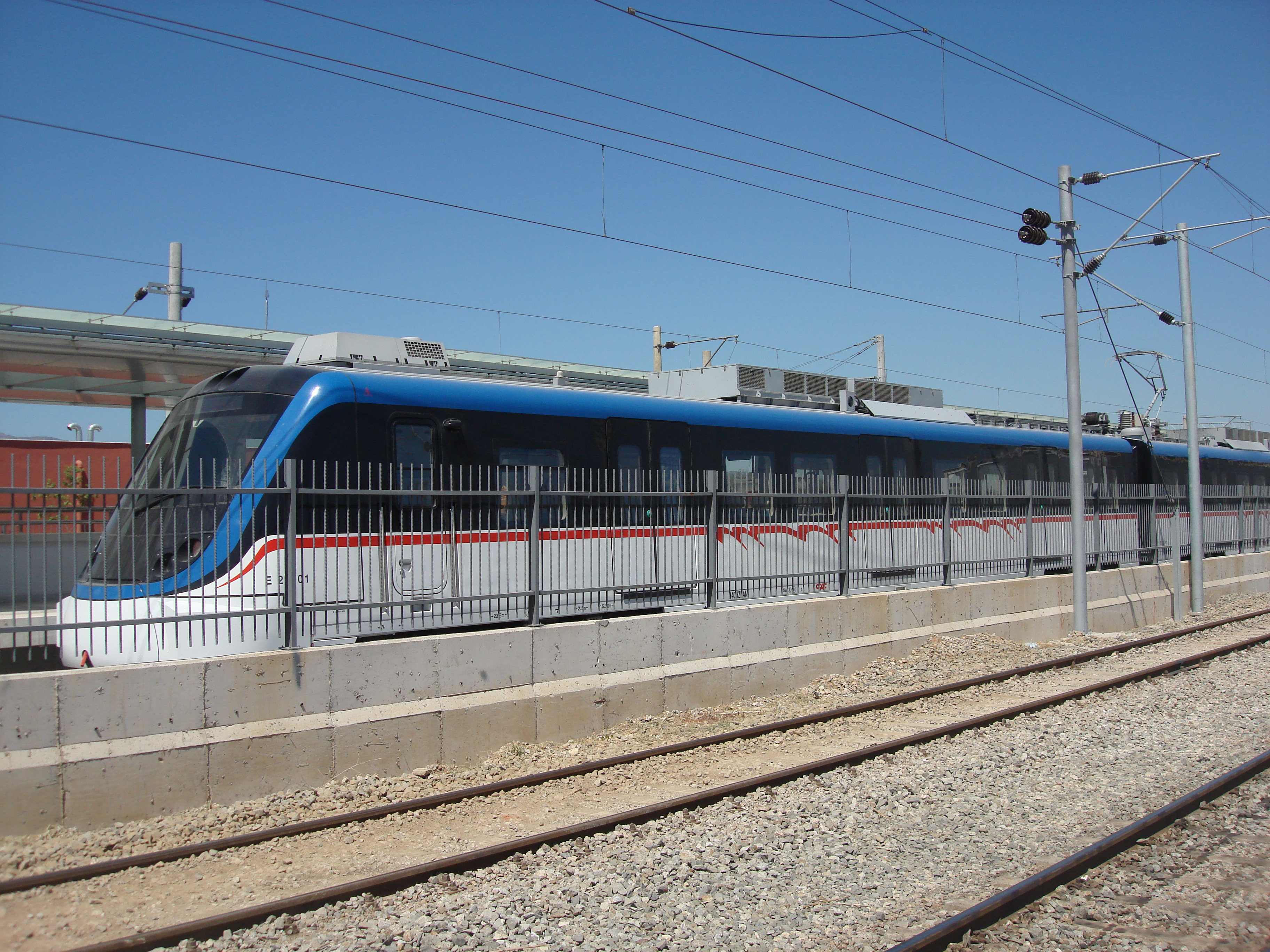
Потяг у напрямку до станції Алсанджак під час тестових випробувань.
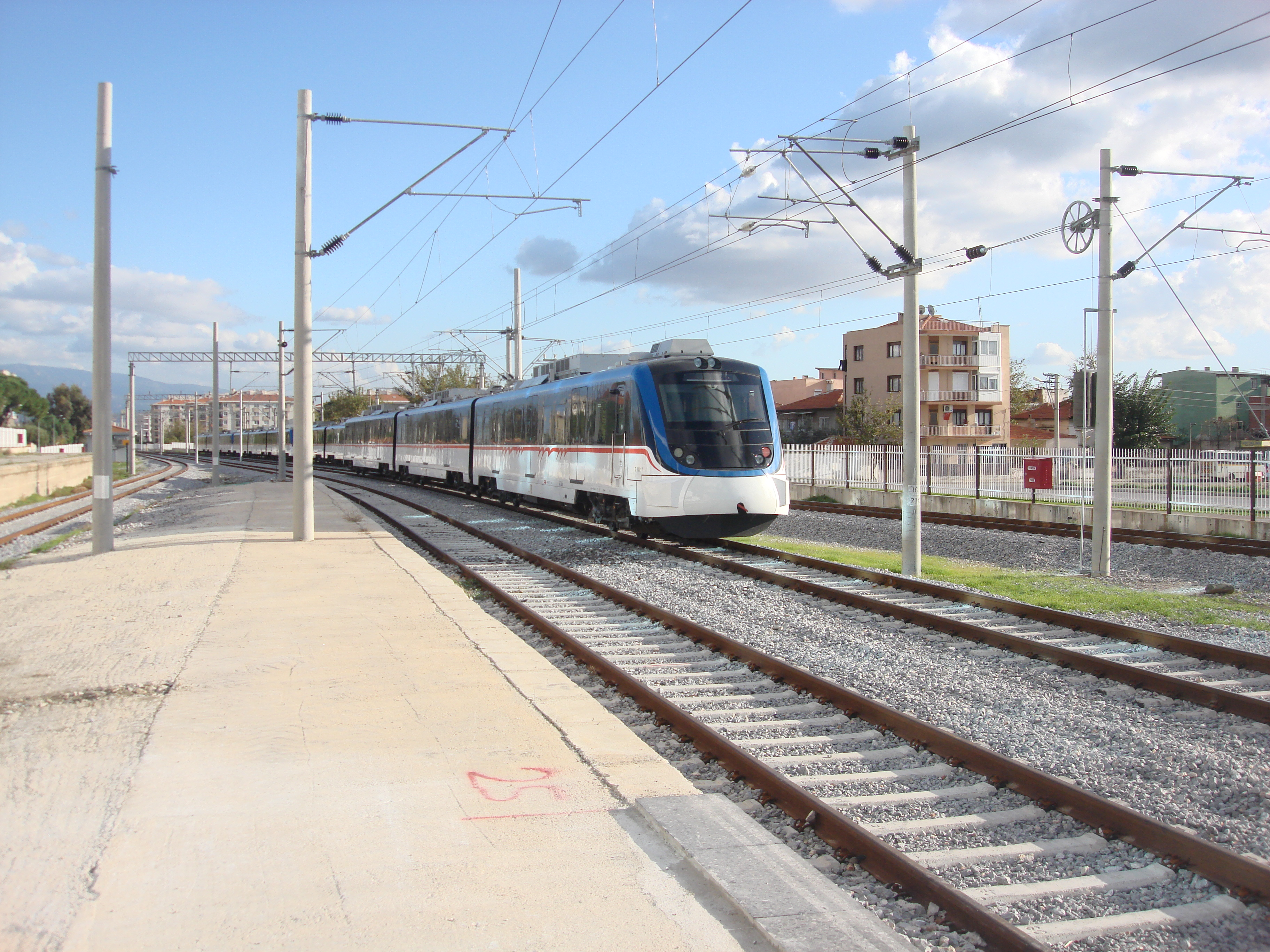
Потяг прибуває на станцію Чийлі
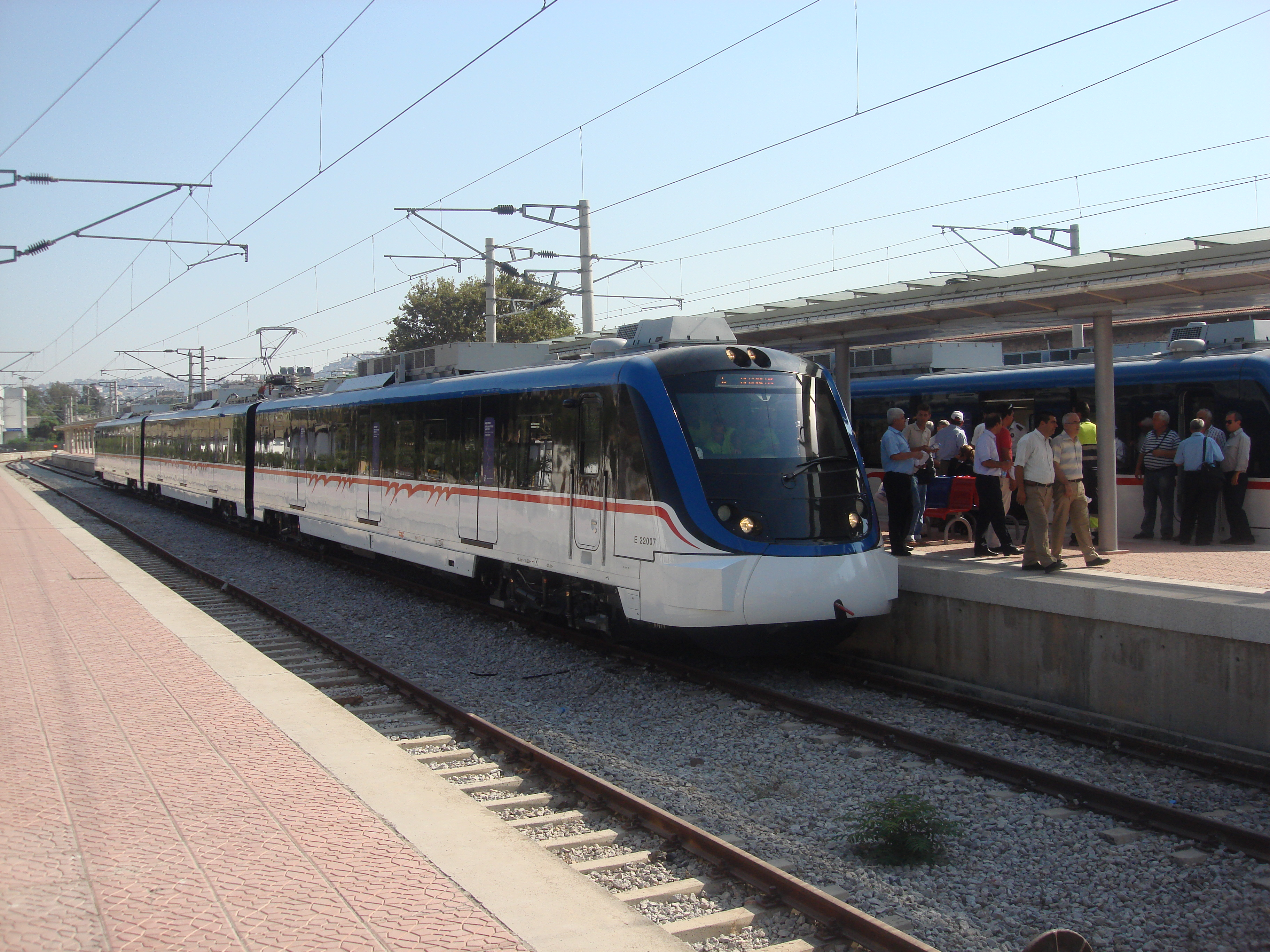
Потяг прибуває на станцію Алсанджак в день відкриття.
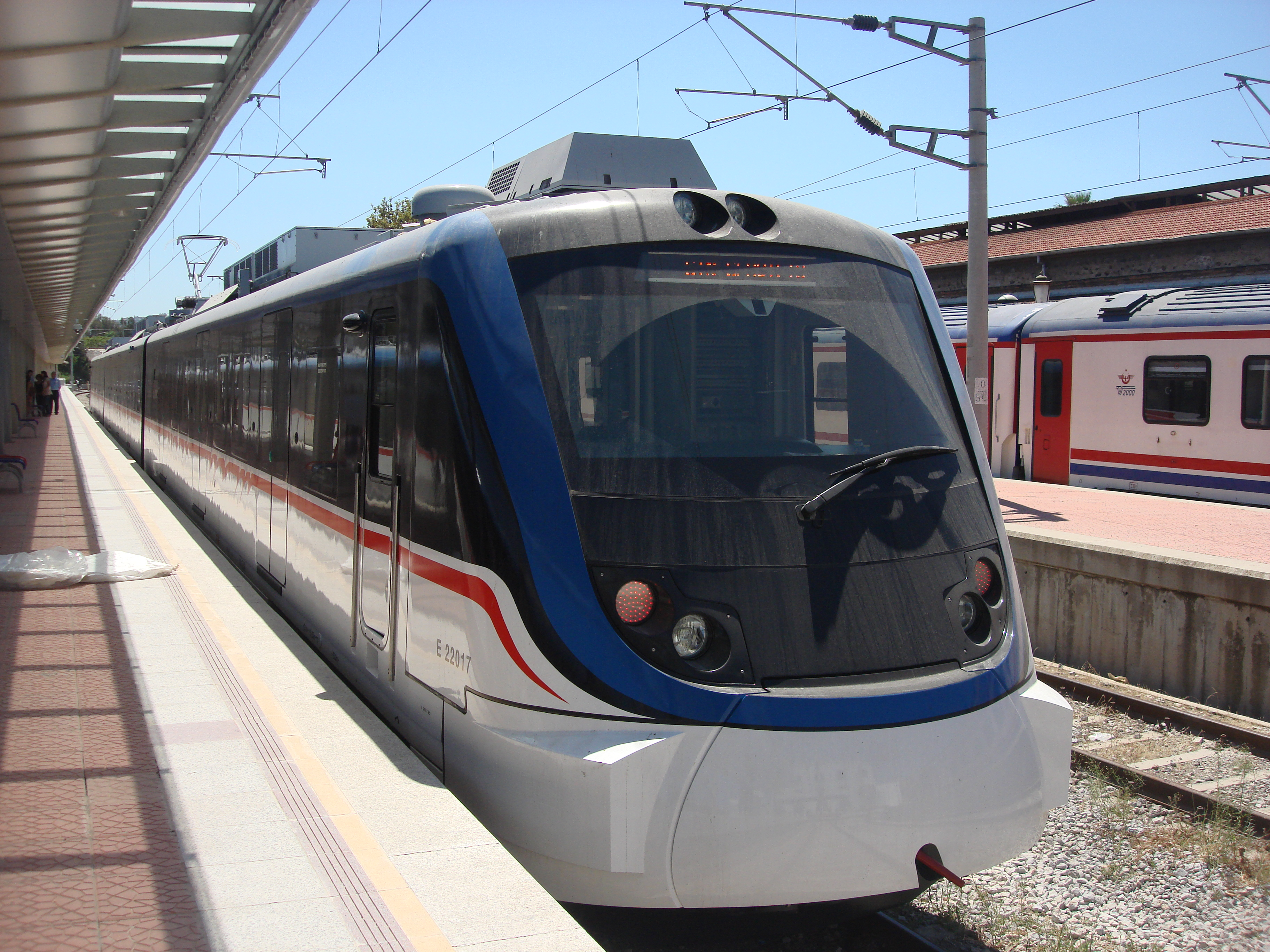
E22017 на станції Алсанджак.
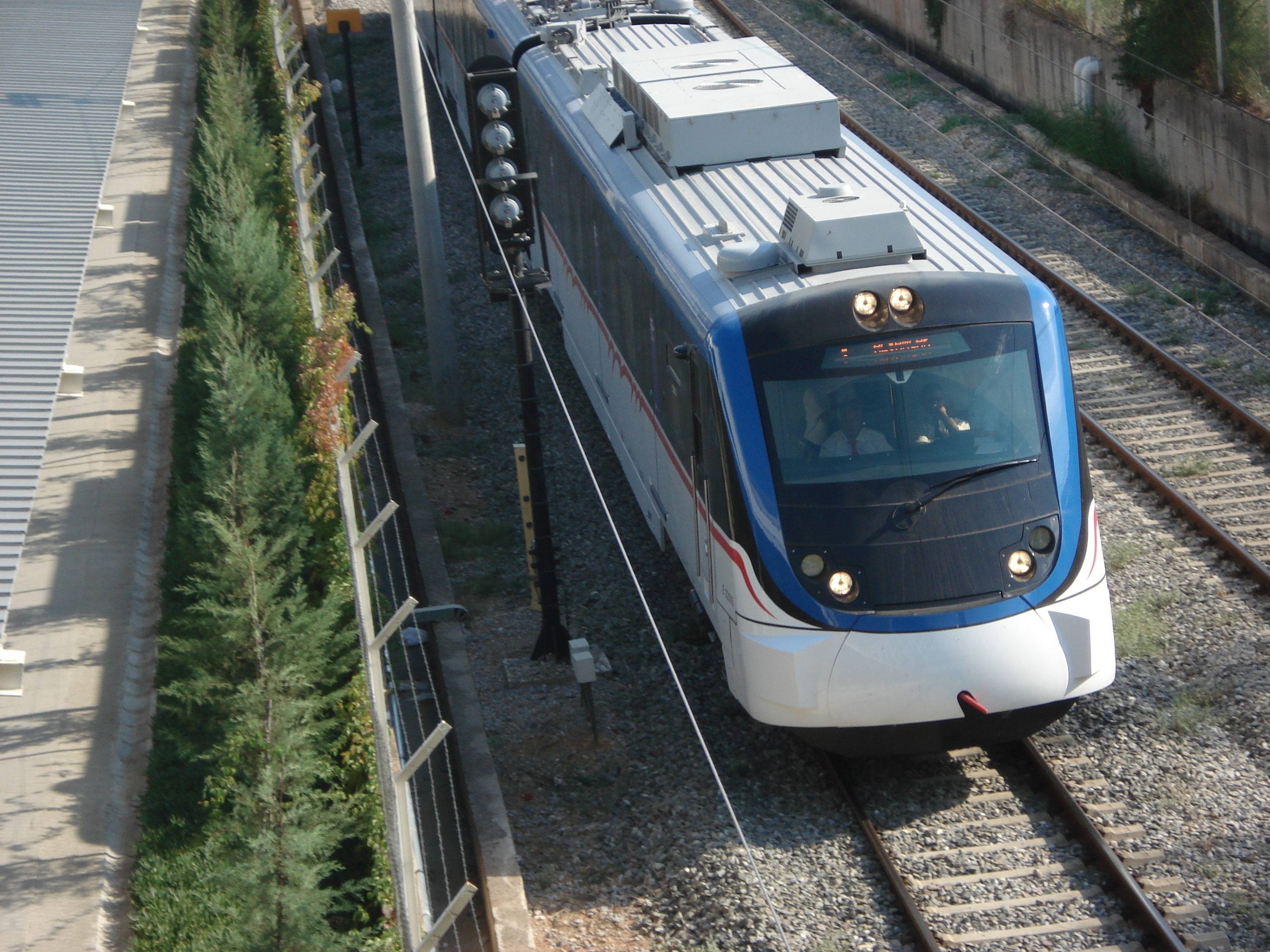
E22008 на станції аеропорт Аднан Мендерес
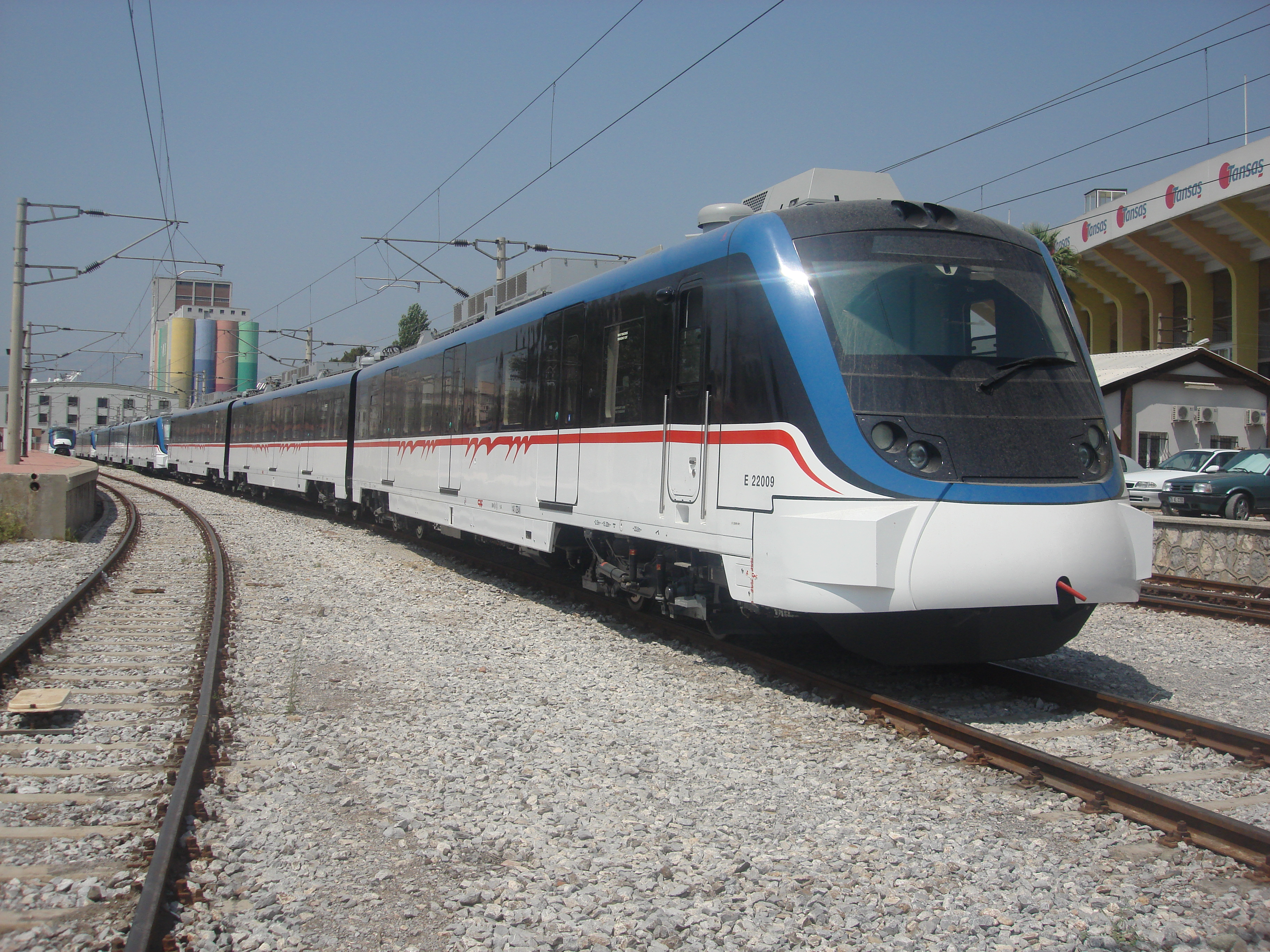
İZBAN на станції Алсанджак